# Kotijärvi (sjö i Finland, Kymmenedalen)
Kotijärvi är en sjö i Finland. Den ligger i kommunen Miehikkälä i landskapet Kymmenedalen, i den södra delen av landet, 160 km öster om huvudstaden Helsingfors. Kotijärvi ligger 28,9 meter över havet. Arean är 96,6 hektar och strandlinjen är 10,01 kilometer lång. Sjön  ingår i Virojokis huvudavrinningsområde.   I omgivningarna runt Kotijärvi växer i huvudsak blandskog.